# Ґульєльмо делла Порта
Ґульєльмо делла Порта (італ. Guglielmo della Porta; бл. 1500 або 1515, Порлецца —6 січня 1577, Рим) — італійський архітектор і скульптор епохи пізнього Відродження або маньєризму.

## Біографічні відомості

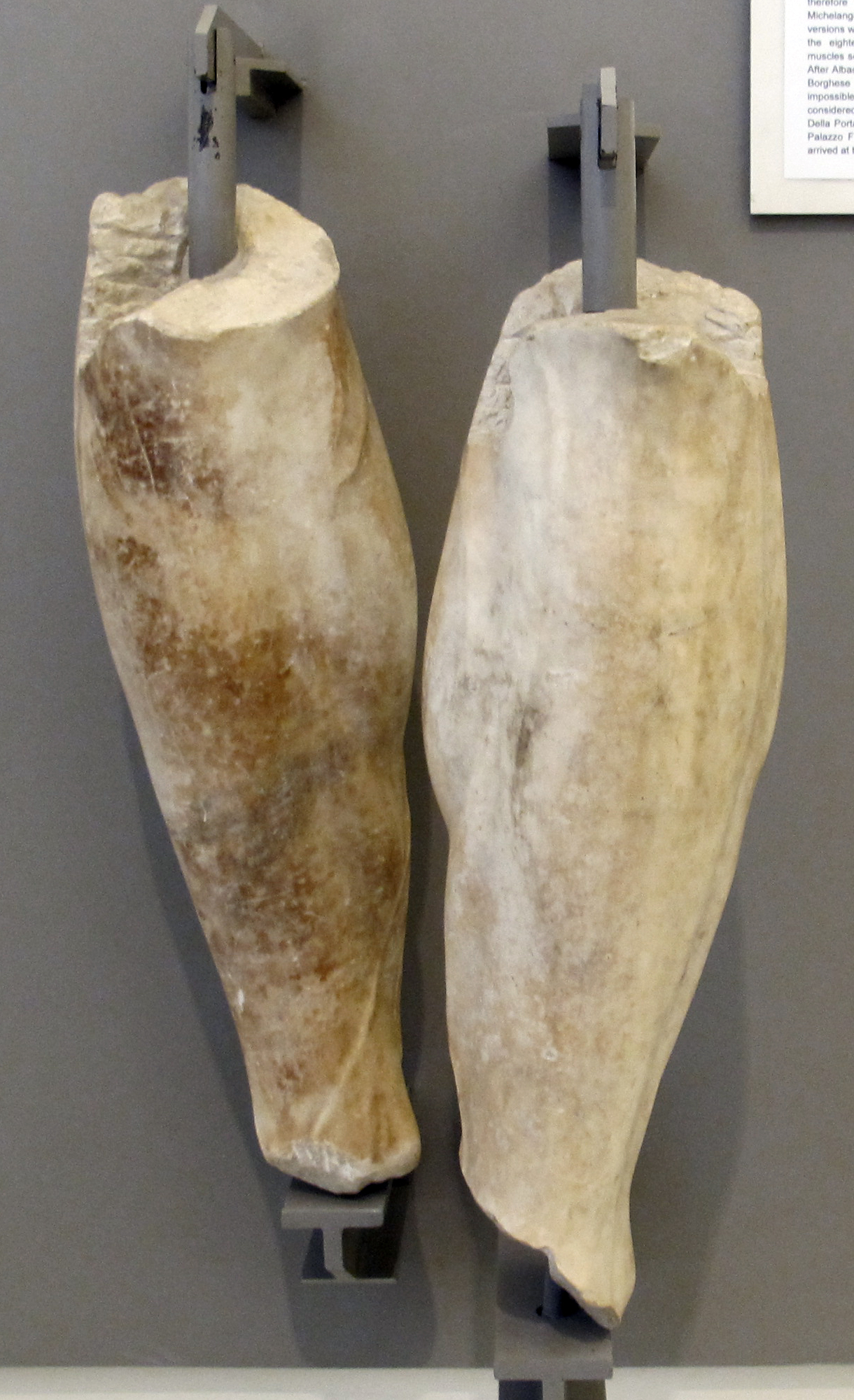
Ноги для статуї «Геркулес Фарнезе». Неаполь

Він народився у північноіталійській родині каменярів, скульпторів та архітекторів. Його батько, Джованні Баттіста делла Порта, теж був скульптором. Ґульєльмо навчався в майстерні свого дядька Джованні Джакомо (італ. Giovanni Giacomo), який брав його на будівництво Міланського собору і доручив йому робити скульптури, переосмислюючи роботи Леонардо да Вінчі[а], приблизно до 1530 року. Пізніше він переїхав зі своїм дядьком до Генуї, де вдосконалив свою майстерність під керівництвом художника Періна дель Ваги в роботах для вілли дель Прінчіпе (італ. Villa del Principe), палаццо ді Андреа Дорія (італ. Palazzo di Andrea Doria).
Близько 1537 року переїхав до Риму, де на нього сильно вплинув Мікеланджело.
Делла Порта проводив реставрацію і зробив ноги для статуї античності «Геркулес Фарнезе»; коли через кілька років були знайдені оригінальні ноги, Мікеланджело рекомендував зберегти ноги, зроблені делла Порта, щоб показати, наскільки сучасні митці були здатні до прямого порівняння з стародавніми.
У 1547 році Ґульєльмо призначили до папського монетного двору.
Ґульєльмо помер 6 січня 1577 року у Римі.

## Основні роботи
- Генуезький собор, каплиця Петра і Павла. Головний вівтар, 1534—1537. Мотив тріумфальної арки, що заповнює один кінець каплиці, з центральною нішею, в якій розміщено сидячого Христа в оточенні двох апостолів.
- Гробниця Одоардо Чикала, бл. 1545; спочатку стінна гробниця пізнього Відродження в стилі Мікеланджело в каплиці Чикала базиліки Санта-Марія-дель-Пополо, Рим.
- Бюст Папи Павла III, бл. 1547; біло-жовтий мармур (Музей Каподімонте, Неаполь). Один із низки бюстів папи з родини Фарнезе.
- Гробниця Павла III, бронза і мармур, базиліка Святого Петра, Рим, 1549—1575. Знакова робота делла Порта, гробниця була переміщена та змінена Берніні.

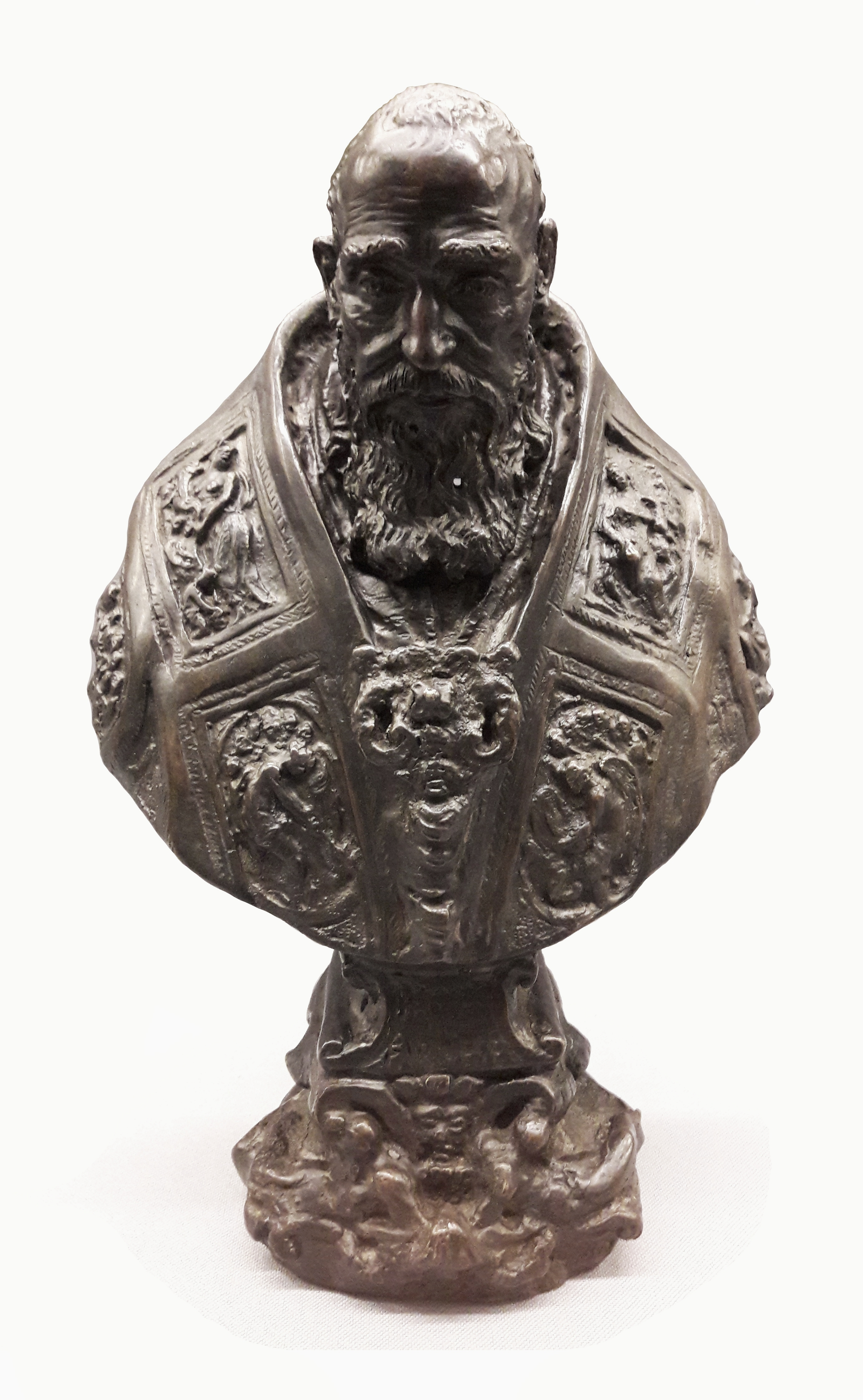
Бюст Папи Павла III. Національний музей, Варшава, Польща
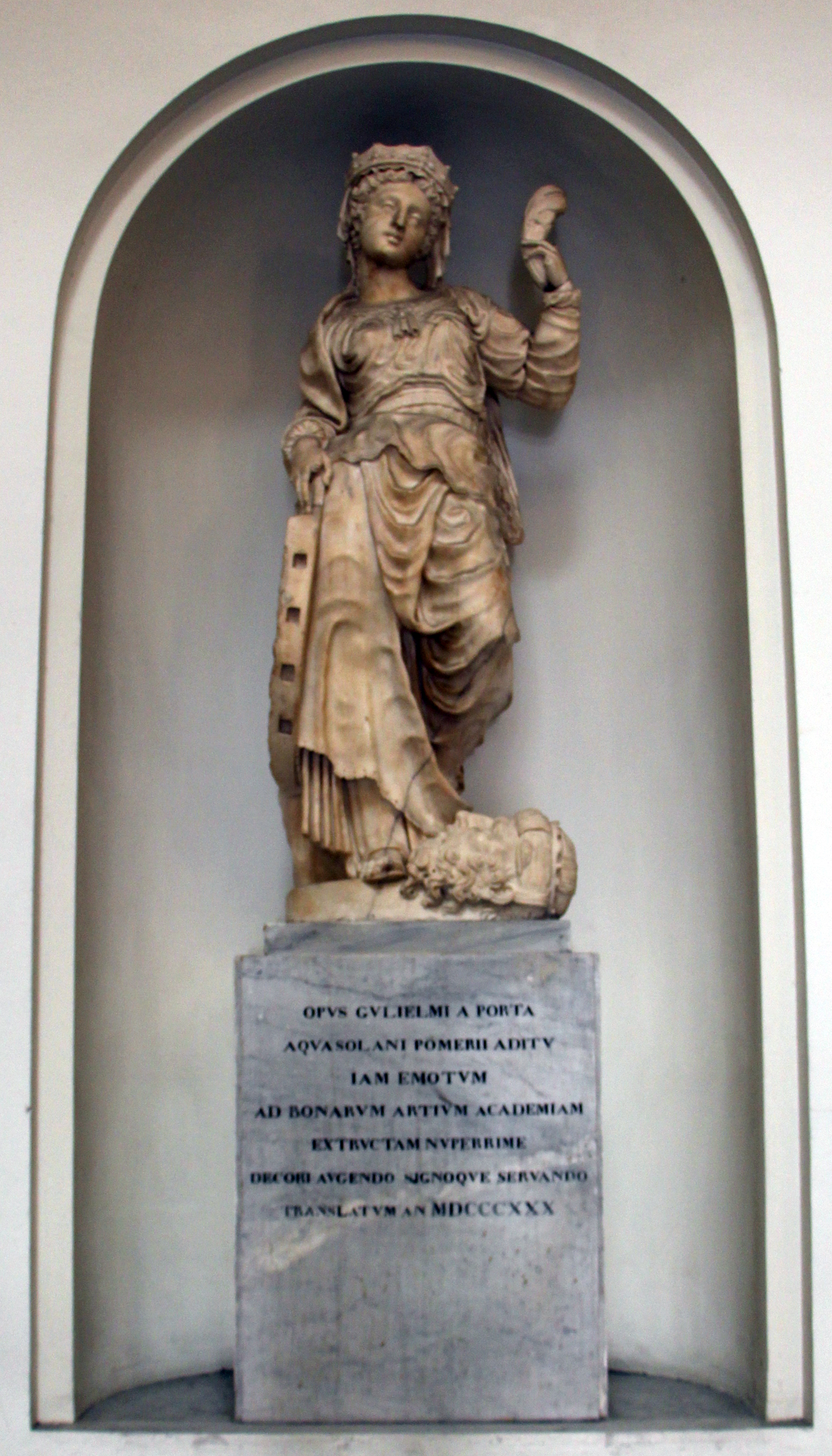
«Свята Катеріна». Ліґурійська академія вишуканих мистецтв (1536)
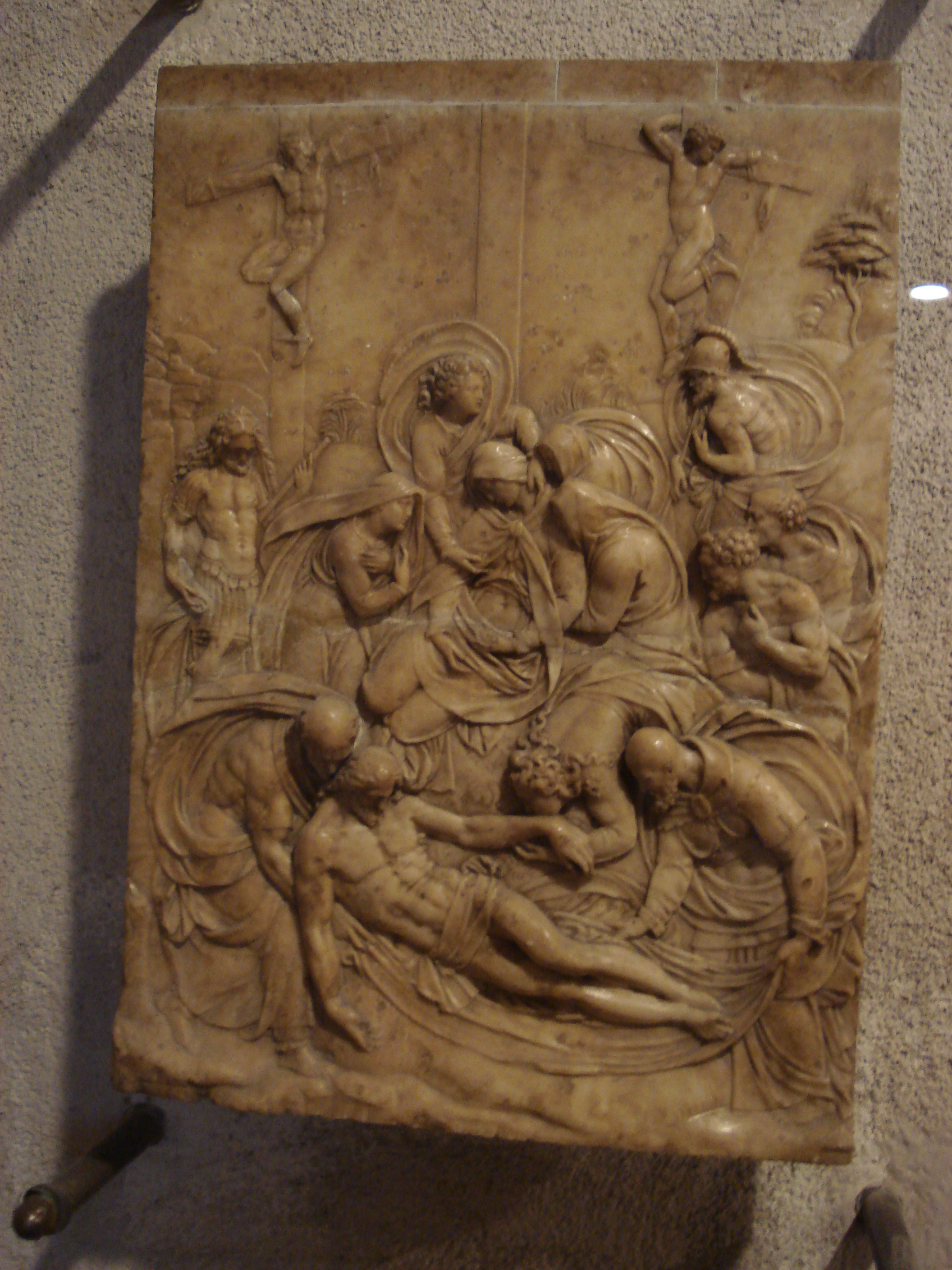
Барельєф «Зняття з Хреста». Замок Сфорца
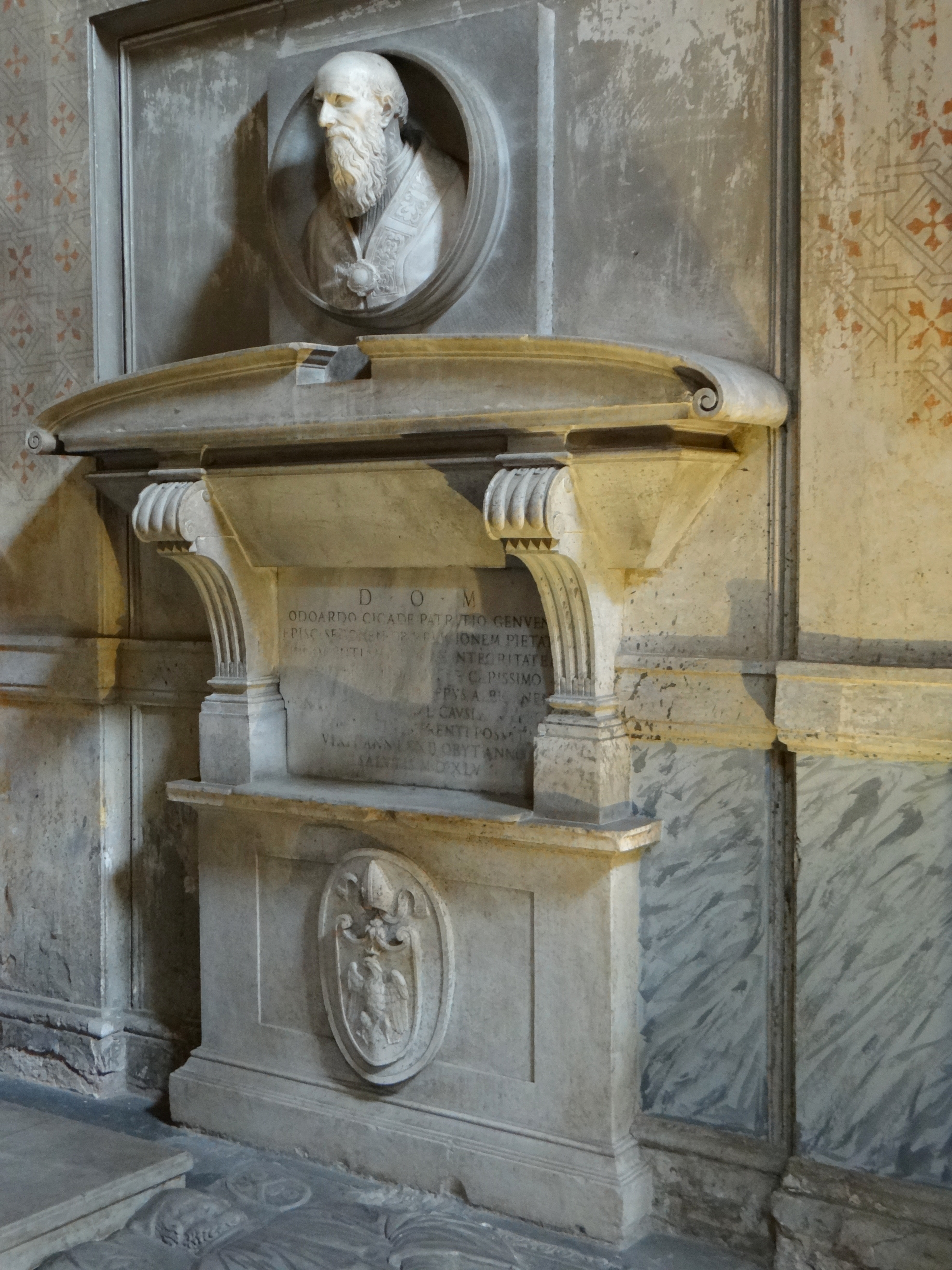
Гробниця Одоардо Чикала. Санта-Марія-дель-Пополо, Рим

## Виноски
1. ↑  Deutsche Nationalbibliothek Record #11867935X // Gemeinsame Normdatei — 2012—2016.
2. 1 2 3  RKDartists
3. ↑  Enciclopedia Sapere — De Agostini Editore, 2001.
4. 1 2  Brentano C. Dizionario Biografico degli Italiani — 1989. — Vol. 37.
5. ↑  MutualArt.com — 2008.
6. 1 2 3  DELLA PORTA, Guglielmo in "Dizionario Biografico". www.treccani.it (it-IT) . Процитовано 28 липня 2022.